# キャプテン☆ドみの
『キャプテン☆ドみの』は、2007年4月28日から同年7月21日まで、TBS系列で放送されたTBS、ドリマックス製作のゲームアトラクションバラエティ番組である。タイトルの『ドみの』とは「土（ド）曜」の「みの」を意味する。放送時間は毎週土曜19:56 - 20:54（JST）。初回は19:00からの2時間スペシャルで放送された。

## 概要
横浜市のみなとみらいに組まれた総工費数億円とも言われる専用スタジオとセットを舞台に、みのもんたを隊長としたドみの軍とも呼ばれるレギュラーチームに、ゲストチームが挑む。ゲームは基本的に5対5で対戦する形式で行われた。
本番組の開始により、みのは日曜の『どうぶつ奇想天外!』、火曜の『学校へ行こう!MAX』を含め、TBSの20時台の番組に週3本出演する形となった。
「かつて視聴率40%以上を取った『8時だョ!全員集合』の再来を目指す。今まで見たことのないバラエティをお見せします」と番組開始の会見でみののは発言していたが、裏番組が『めちゃ2イケてるッ!』（フジテレビ系）や『世界一受けたい授業』（日本テレビ系）といった人気番組揃いであったため視聴率面では常に苦戦を強いられており、最高視聴率も8.1%（第3回、2007年5月12日放送）に留まっており、放送開始から2か月間一桁状態だったことから、7月21日放送分を最後に打ち切ることが6月29日までに決定、開始からわずか3か月未満で終了した。なお、2007年7月14日の放送回は、この視聴率低迷の打ち切り決定を受けて、毎日放送に限り、当初深夜に録画中継で放送予定だったプロ野球中継「阪神対中日」の生中継に変更し、当番組は前枠の『ドッカ〜ン!』共々、休止・欠番（ネット返上）とする予定だったが、当該試合が台風の接近と梅雨末期の大雨により中止となり、急きょ当番組の同時ネット放送に変更された。

## 出演者

### レギュラーチーム
みのもんた - 司令官
みのはあくまで「総合司会」的な立場であり、一部を除き実質的な司会進行は藤井隆が行っていた。
藤井隆 - キャプテン
普段は専ら司会進行だが、5対5で戦うドミノではプレイヤーとして参加。
阿部力 - 「ドみの☆ステップテニス」の番人
桜塚やっくん - 「ドみの☆ワールド」の番人
大沢あかね - 「ドみの☆ザ・ボディビート」の番人
ミスターX（ゲストプレーヤー）
格闘家などのスポーツ選手が多かった。5月19日放送分から廃止。
青木裕子（当時TBSアナウンサー） - 秘書
基本的にはアシスタント役を務めるが、5月19日放送分から藤井と同じく、5対5で戦うドミノにはプレイヤーとして参加。

### その他
赤荻歩（TBSアナウンサー） - 実況
立木文彦 - ナレーター

## 番組の流れ

### 初期
- ゲストチームはまず、4個の『ドミノ』（アトラクション）に順番に挑戦。
- ドミノのクリア数に応じて難易度が変化するラストドミノ「ドみの☆リング」に成功すれば、賞金100万円が贈られる。

### 末期
- ゲストチームはまず、4 - 5個のドミノに順番に挑戦。1つクリアする度に、賞金10万円分のゴールドドみのを1 - 4枚獲得。
- また、同じ人数ではどうしても経験者であるレギュラーチームが有利になってしまう為、一部のドミノでハンディキャップを設けたりと、双方がイーブンになるように難易度が調整された。
- ラストドミノ「ドみの☆リング」に成功すれば、これまでのドミノで獲得したゴールドドみのが倍増。失敗するとゼロとなる。

※5月19日放送分は、初期ルールで収録されていたが、編集によって末期のルールに準拠させた形式で放送された。
- 7月21日はゲストを招かずにそれまでの総集編として放送された。

## ドミノ

### ドみの☆ワールド
- スーパーマリオブラザーズのような横スクロールのアクションゲームの要領で、LEDに映し出されたコースを右方向へ進みながら、各所に点在しているコインに触れて、コインを獲得していく。

大きなコインは5枚分として扱われる。また、コースには計100枚分のコインが点在している。
- 挑戦者は、他方に挑戦者の体重から重量を算出された重りを下げた滑車の特製ワイヤーと繋がっており、滑車と重りの力を利用して、スタート地点を含めて8つの足場を飛び移って進んでいく（ただし、あまり高く飛びすぎると、天井に激突し強制落下になる）。足場と足場の隙間にある水に落下・移動に遅れて画面外に外れる・100秒の制限時間経過で挑戦終了となる。
- 初期はゲストチーム4名に対して、レギュラーチームは桜塚やっくんとミスターXの2名が出場。後にゲストチーム2名に対してレギュラーチームは桜塚やっくんが出場するルールに変更。どちらの場合もゲストチームはレギュラーチームよりも獲得枚数の合計が多ければクリアとなる。

変更点
- 5月26日放送分からセットのデザインが一部変更、足場が塗装された。
- 6月2日放送分からは更にルールも一部変更された。
  - 2ndステージを増設。1stステージをクリアすると、障害物の間隔が1メートル広げられた2ndステージへ進む事が出来る。
  - ゲストチームの挑戦に限り、各ステージで1個、右方向から移動するボーナススターが現れる。これを取ると、コースのスクロール及びタイマーが止まって15秒間、点在する30枚のコインを集めていく「ボーナスステージ」に突入する。
  - 6月9日放送分より桜塚やっくんは2ndステージより挑戦。事実上ハンデを付けるためのやっくん専用ステージとなる。しかし2回目の挑戦にもかかわらず難なくクリア。1stステージもプレイしたが放送時間の関係でカットし、収録後に編集でハンデとして2ndステージから始めたようにコイン数を調整したという可能性が高い。[要出典]
  - 6月16日放送分からはゲストチーム2人でコインを100枚以上取ればクリアという条件になった。しかし、クリアしたチームはなかった。

### ドみの☆ステップテニス
- 2対2で対戦。各チーム、2人が前衛と後衛に分かれる。
- レギュラーチームのスターティングメンバーは必ず阿部力を入れなければならない。
- 高性能センサーによってプレイヤーの動きと連動されているラケットを左右に操作してボールを跳ね返し、相手側のゴールにボールを入れれば1ポイント。
- ボールの速さはラケットで跳ね返す回数に比例して上がっていく。

変更ルール
- 末期はラケットの大きさが、ゲストチームが100cm、レギュラーチームが65cmとハンディキャップがつけられている。
- 初期では選手の交代は自由。また、どちらかが8ポイント獲った後でタイムアウトがとられる。末期は任意で2度のタイムアウトをとる事ができ、選手交代はそのときのみとなる。
- 初期はデュースなし・15ポイント先取で勝利だったが、その後デュースあり・11ポイント先取で勝利となった。

### ドみの☆ザ・ボディビート
- ゲストチームの代表者2名と、レギュラーチームから大沢あかねが対戦。1人ずつ挑戦。
- 挑戦者は頭に緑、右肩に赤、左肩に青、右足に黄、左足に白の5ヶ所のボタンが設置された特製スーツに着替え、流れる曲に合わせて、ボタンを押していく。
- 画面左には円形のタイミングを表すポイントがあり、右から流れてくる音符がそこに来たときに叩くことで進行する。
- 音符を叩いた際に良・可・不可の評価が表示され、良は600点、可は300点加算される。不可は0点。
  - ゲームシステムは、バンダイナムコゲームスの協力の元、「太鼓の達人」シリーズの得点システムをアレンジして使用。高得点を挙げるにはコンボを繋げる事が重要となっている。但し「太鼓の達人」ではコンボによるボーナスはその場で加算されているが、こちらは通常時はコンボボーナスが加算されず、不可を出すか曲が終了したときにそれまでのボーナスが一気に加算される。
- 代表者2名の合計得点が大沢1人の得点を上回ればクリア。

### ドみの☆メモリーナンバーズ
- 5対5の総力戦。
- まず1〜9の数字が配置された3×3のマスが10秒間だけ公開され、各人がそれを記憶。
- その後、1人ずつ交互に数字を1つ指定して、その数字のマスを獲得する。但し、既に埋められたマス（の数字）や、どのマスが埋まっているかといった戦局は各人には知らされない。
- 先に自分のチームの獲得マスを縦・横・斜めにどれか一列揃えば勝利。
- また、制限時間以内に答える事が出来なかったり、既に獲得されている数字を答えたりした場合は自滅。自動的に相手チームの勝利となる。
- 2本先取で勝利。負けたチームの5人は、解答席の足元が開いて、3メートル真下の発泡スチロールを敷き詰めたプールへ叩き落とされる。
- このゲームのセットはそのまま「ドみの☆プレッシャー」に流用される。2番の回答席のみ、ミスターX専用に設計されていたため、大柄な体格にも対応出来るよう少し広くなっている。

### ドみの☆メモリーゴーランド
- 5対5の総力戦。
- ルールは『ドみの☆メモリーナンバーズ』と同じ。但し、解答席及びペナルティが変更された。
- 2チーム10人が交互に解答席に腰掛ける。1人答える度に席が左方向へ回転していき、カメラの正面に止まった人が答える。
- また1セット毎に、負けたチームには背後から冷却ガス「ドミノエアー」が噴射される。

### ドみの☆セブンフラッシュ
- 5対5の総力戦。レギュラーチーム先攻で、1チームずつ挑戦。
- 各人、自分の体内時計で時間を計って、指定された秒数で頭上のボタンを押す。指定された秒数で止める事が出来れば成功。出来なければアウトで、3メートル真下の発泡スチロールを敷き詰めたプールへ叩き落とされる。
  - 1人目→7秒台、2人目→17秒台、3人目→27秒台、4人目→37秒台、5人目→47秒台。
- ゲストチームの成功者がレギュラーチームよりも同数か多ければクリア。

### ドみの☆プレッシャー
- ゲストチームの5名のみが挑戦。
- 1名ずつ順番に、出題される計算問題に5秒以内に答えていく。
  - 1人目「2+11=?」、2人目「13-8=?」、3人目「5×8=?」……と、直前の人の答えが引き継がれ、計算式の難易度も上がる。問題の方式は1人目が足し算、2人目が引き算、3人目が答が100を越さない掛け算、4人目が割り算、5人目が答が100を越す掛け算となっている。
- 1人でも間違えるとアウト。5人の解答席の足元が開いて、3メートル真下の発泡スチロールを敷き詰めたプールへ叩き落とされる。
- 3回中1回でも5人全員正解すればクリア。

### ドみの☆リング
- ゲストチームのキャプテンが代表して挑戦。
- 時速60キロで進むコースターに乗って、25メートル先に吊るされたリングの中へ、手持ちのサーベルの先を突き刺す事が出来ればクリア。

変更ルール
- 初期はラストドミノで登場。これまでのドミノのクリア数が多い程、リングの穴が大きくなる。一発勝負で成功すれば100万円。末期はラストドミノに限らず、1stドミノで登場する場合もある。1stドミノではまずみのもんたがお手本を披露した後、ゲストチームは3名が挑戦。1名成功に付きゴールドを1枚獲得。
- ラストドミノでは一発勝負。成功すれば獲得したゴールドが倍増、失敗すればゼロになる。初期は獲得メダルによりリングの大きさが違っていたが、末期はメダル獲得数にかかわらずリングの大きさは一定であった。

### ドみの☆ザ・眼力（めぢから）
2007年6月16日よりスタートしたコーナー。見る力を実践で鍛える DS眼力トレーニングが元になって作られたもの。挑戦者のドみの眼年齢がわかる。初回はレギュラーチームが挑戦したが、以後はゲストチームが挑戦、4種類のゲームが用意されていて、それぞれ10問ずつ出題。問題はすべて1問につき5秒以内に解答する。正解するたびに難易度がアップしていく。各ゲームごとに1人ずつ別々の人がやり、合計30問以上正解でクリアとなる。
各ゲームの内容は次の通り。
- シャッフル - 3つの箱のうち1つに緑色の○が入りシャッフルされた後どこに移動したかを当てる。
- ABC速読 - 移動しながらころころ変わるアルファベットを目で追いかけ、最初に指定されたお題のアルファベットが何回表示されたかを答える。
- 周辺C - 視力検査に使用されているランドルト環を使ったゲーム。中央に見本が出現し、それと同時に外側の10個の円のうちいくつかにさまざまな向きのランドルト環が出現。その中に1つだけ見本と同じ向きのものがあり、それがどこに出たかを答える。
- 瞬間数字 - 一瞬だけ表示される数字を正しく入力して再現する。

## 賞金獲得チーム
太字はリーダー。
- 第1回（4月28日放送分）100万円 和田アキ子、亀田興毅、亀田和毅、岡田圭右、あびる優
- 第6回（6月2日放送分）20万円 関根勤、ルー大柴、KABA.ちゃん、元木大介、水野裕子

## 視聴率
開始当初から6%前後と著しく低迷していた。打ち切り決定報道があった6月30日以降は更に低下し、全13回の平均は5.7%。
以下の表の視聴率は関東地区・ビデオリサーチ調べ
| 放送回 | 放送日     | 視聴率 | 備考                                                                  |
| ------ | ---------- | ------ | --------------------------------------------------------------------- |
| 第1回  | 2007/04/28 | 6.2%   | 2時間SP                                                               |
| 第2回  | 2007/05/05 | 5.8%   |                                                                       |
| 第3回  | 2007/05/12 | 8.1%   |                                                                       |
| 第4回  | 2007/05/19 | 5.7%   |                                                                       |
| 第5回  | 2007/05/26 | 5.7%   |                                                                       |
| 第6回  | 2007/06/02 | 6.2%   |                                                                       |
| 第7回  | 2007/06/09 | 5.8%   |                                                                       |
| 第8回  | 2007/06/16 | 6.9%   |                                                                       |
| 第9回  | 2007/06/23 | 5.4%   |                                                                       |
| 第10回 | 2007/06/30 | 4.2%   |                                                                       |
| 第11回 | 2007/07/07 | 4.2%   |                                                                       |
| 第12回 | 2007/07/14 | 5.0%   | 当初MBSはプロ野球中継に差し替え予定も雨天中止となったため定時通り放送 |
| 最終回 | 2007/07/21 | 4.8%   | 総集編                                                                |

## スタッフ
- ナレーター：立木文彦
- 総合構成：村上卓史、松井洋介、川野孝弘
- 構成：海老根豊、太田光洋、尾首大樹 / 内藤高淑、石原大二郎、藤本昌平、八坂英敏、河野有、藤原昭彦、大竹将義
- TD/SW：高橋功
- CAM：泉井誠、池内和夫、加賀谷顕二
- VE：田上隆行
- VTR：飯塚佑輔
- MIX：石島順一
- PA：
- ENG：田中治夫
- クレーン：加藤卓也
- 照明：佐藤友泰、小尾浩幸
- 美術プロデューサー：笠松和明、吉田章司
- 美術デザイン：山口智広、石井健将
- 美術制作：町山充洋
- 美術進行：白田陽一
- 装置：米丸貴昭、谷平真二
- メカシステム：大谷圭一
- 電飾：真鍋明
- 特殊装置：勝大輔
- 衣裳デザイナー：丸山浩
- ゲーム音楽：下村陽子
- 美術協力：アックス
- ゲームデザイン：澁谷聡
- ゲーム制作：中村賀信
- サウンド制作：柳沢一邦
- 編集：楠田惣彦、橋本逸人
- MA：岩下順
- 音効：田村智之
- CG：長澤剛史、小室泰樹
- 宣伝：小山陽介
- TK：常藤直子、野村佳乃子
- 協力：バンダイナムコゲームス、ウィルリンク、秋山メカステージ、ブルハンド、プロキオン・スタジオ、ベイサイド迎賓館、ナルミヤ・インターナショナル、財団法人日本相撲協会
- 技術協力：東通、ティエルシー、S・I・S、サークル、アンサーズ
- 制作協力：FOLCOM.
- AD：城田康治、阿部正幸、松坂世大、北川剛大、露口亜由美、藤木國仁、吉澤秀次、広瀬誠
- 制作補：桜井徹、尾崎啓一郎
- AP：針山大輔、椿美貴子
- 統括：斉藤裕之
- キャスティング：小野由映子
- ディレクター：高山和大、平元克二、川崎敬、畠山渉、清水宏幸/宮島将志、金窓荘二郎
- 総合演出：杉本達、乾雅人
- プロデューサー：大久保徳宏
- 製作：ドリマックス・テレビジョン、TBS